# たちのまさみ
たちの まさみ（1961年3月14日 - ）は、日本の女優、声優。

## 出演作品

### テレビドラマ
- いつかまた逢える
- シリーズ女の厄年
- たたかうお嫁さま
- 隣人は秘かに笑う

### テレビアニメ
1996年
- バケツでごはん（加代）

1997年
- MAZE☆爆熱時空（闇商人ボウダー）

1998年
- ポケットモンスター（レイシ）

### OVA
- ウェディングピーチDX（管理人）